# سیسو آتو
سیسو آتو (انگلیسی: Sisu Auto) شرکت خودروسازی فنلاندی است، که در سال ۱۹۳۱ تأسیس شد.